# 40 Korpus Strzelecki (ZSRR)
40 Korpus Strzelecki (ros. 40-й стрелковый корпус)  – wyższy związek taktyczny Armii Czerwonej, uczestniczył m.in. w walkach na ziemiach polskich i operacji berlińskiej w czasie której zdobyto stolicę III Rzeszy.

## Formowania i walki
40 Korpus Strzelecki (40 KS) sformowany został w 1941 roku. Od 22 czerwca 1941 roku prowadził walki obronne, związane z atakiem III Rzeszy na Związek Radziecki. Na jego bazie latem 1941 sformowano 44 Armia.
Drugie formowanie 40 Korpusu Strzeleckiego miało miejsce w 1943. Po pokonaniu armii niemieckiej na terytorium Związku Radzieckiego jego szlak bojowy prowadził przez ziemie polskie, Prusy Wschodnie i znów ziemie polskie. Zakończony został w maju 1945 gdy w czasie operacji berlińskiej, podczas której Armia Czerwona i Ludowe Wojsko Polskie zdobyły stolicę III Rzeszy. Na ziemiach polskich 40 KS uczestniczył w walkach w czasie których zdobyte zostały m.in. Krynki, Białystok, Ostrów Mazowiecka i Różan. W tym czasie 40 KS razem z 35 KS i 41 KS należał do 3 Armia dowodzonej przez gen. Aleksandra Gorbatowa.

## Dowódcy korpusu
- gen. mjr Aleksandr Chadiejew (14.03.1941 - 28.07.1941)
- gen. por. Władimir Kuzniecow[2] (25.06.1943 - 09.05.1945)[3].

## Struktura organizacyjna
Skład 22 czerwca 1941:
- 9 Gwardyjska Dywizja Piechoty,
- 31 Dywizja Piechoty

Skład 1 sierpnia 1944: 
- 5 Dywizja Piechoty
- 129 Dywizja Piechoty
- 169 Dywizja Piechoty.